# Scott L. Schwartz
Scott L. Schwartz (ur. 16 marca 1959 w Filadelfii, zm. 26 listopada 2024) – amerykański wrestler, kaskader oraz aktor telewizyjny i filmowy.

## Życiorys
Urodził się w rodzinie amerykańskich Żydów. W trakcie nauki w szkole trenował futbol amerykański, hokej na lodzie i koszykówkę. Po ukończeniu szkoły średniej studiował na Temple University. Został zawodowym wrestlerem, występował jako Giant David, później przyjął pseudonim Joshua Ben-Gurion-The Israeli Commando. Jego trenerem był początkowo Władysław Kowalski, a wśród promotorów znaleźli się Bruno Sammartino i Vince McMahon. Brał udział w galach w Stanach Zjednoczonych, Kanadzie, Japonii, Australii i Nowej Zelandii. W 1991 uzyskał tytuł mistrzowski UWF Israeli Title.
Po występach w Kalifornii zaproponowano mu występy w produkcjach filmowych. Wystąpił w licznych epizodycznych rolach w filmach i serialach telewizyjnych, często z uwagi na swoje warunki fizyczne i karierę jako wrestler wcielając się w postacie złoczyńców. Pojawił się na planach takich produkcji jak W morzu ognia, Zły generał, Król Skorpion, Starsky i Hutch czy Dick i Jane: Niezły ubaw. Zagrał gościnnie Bruisera w Ocean’s Eleven: Ryzykowna gra, jak również w obu sequelach tej produkcji. Zatrudniany także jako kaskader w produkcjach kinowych i telewizyjnych.
Po ukończeniu szkoleń zawodowych podjął pracę jako policjant, został zatrudniony w LASD, policji hrabstwa Los Angeles.

## Filmografia
- 1997: High Voltage
- 1997: W morzu ognia
- 1999: Stan wyjątkowy (serial TV)
- 1999: Final Voyage
- 1999: V.I.P. (serial TV)
- 1999: Zły generał
- 2000: The Black Rose
- 2001: Nash Bridges (serial TV)
- 2001: Ocean’s Eleven: Ryzykowna gra
- 2002: Król Skorpion
- 2003: Lost Treasure
- 2004: Ocean’s Twelve: Dogrywka
- 2004: Starsky i Hutch
- 2005: Dick i Jane: Niezły ubaw
- 2006: Cain and Abel
- 2006: Mind of Mencia
- 2007: Ocean’s Thirteen
- 2009: Żar młodości (serial TV)
- 2009: Ctrl (serial internetowy)
- 2009: For Christ's Sake
- 2010: Niebezpieczna dzielnica[5]